# Sydney Airport
Sydney Kingsford Smith Airport (også kaldet Mascot Airport, Kingsford Smith Airport og Sydney Airport, (IATA: SYD, ICAO: YSSY) er en international lufthavn i Sydney, Australien. Den ligger ved Botany Bay i forstaden Mascot, 8 kilometer syd for byens centrum. Lufthavnen ejes af Sydney Airport Holdings og er Sydneys vigtigste lufthavn. Den er hovedlufthavn for Qantas og sekundær hovedlufthavn for Virgin Australia og Jetstar.
Sydney Airport er en af verdens ældste kommercielle lufthavne, som stadig er i funktion. Den var også den travleste i Australien og nummer 49 i verden med 44,4 millioner passagerer i 2019.  . Lufthavnen blev hårdt ramt af Covid-19 pandemien, og antallet af passagerer faldt til 11,2 millioner og 7,9 millioner i henholdsvis 2020 og 2021.
Fra lufthavnen flyves der til 44 destinationer indenrigs og 44 internationale destinationer i 27 forskellige lande. Den har tre landingsbaner og er forbundet til Sydneys regionale jernbanenet.
I 2018 blev lufthavnen rangeret som en af verdens 5 bedste i kategorien 40–50 millioner passagerer årligt og totalt den 20. bedste i verden ved Skytrax World Airport Awards.

## Historie

### 1911–1930: Tidlig historie
Området, hvor lufthavnen nu ligger, blev tidligere brugt som græsningsarealer, da en stor del af området omkring Mascot var sumpet. Allerede i 1911 havde man foretaget de første flyvninger herfra. På det tidspunkt havde de første flypionerer allerede fløjet fra andre lokationer i Sydney som Anderson Park i Neutral Bay. Nigel Love, som havde været pilot i 1. verdenskrig, ville starte Australiens første flyproduktion. Han ledte derfor efter et sted at bygge en fabrik og anlægge en flyveplads. Han fandt området ved Mascot med de jævne græsarealer velegnet og lejede det for en 3-årig periode. Love etablerede en flyveplads ved Mascot og foretog den første flyvning november 1919. Den officielle åbning var 9. januar 1920. Love nåede også at starte en flyproduktion, men firmaet gik konkurs i 1923.
I 1921 købte den australske stat 65 hektar land ved Mascot med henblik på at åbne en offentlig flyveplads. I 1923, da Loves treårige kontrakt udløb, købte staten også denne jord. De første flyvninger begyndte i 1924.

### 1930–1960
I 1933 blev de første grusbaner anlagt. I 1949 havde lufthavnen tre startbaner på henholdsvis 1.085 meter, 1.190 meter og 1.787 meter. Jernbanen mellem Sydenham og Botany krydsede sidstnævnte omkring 150 meter fra den nordlige ende og var beskyttet af specielle sikkerhedsforanstaltninger. Cooks River blev omlagt i 1947–52 for at skaffe mere plads til lufthavnen, og andre mindre vandløb blev fyldt op. 14. august 1936 blev lufthavnen omdøbt til Sydney (Kingsford Smith) Airport til ære for den australske flypioner Sir Charles Kingsford Smith. Op til starten af 1960'erne kaldte de fleste i Sydney dog lufthavnen Mascot. Den første asfalterede startbane var 07/25. Den næste, der blev anlagt, var 16/34 (nu 16R/34L), som blev forlænget ud i Botany Bay for at give plads til jetfly, som begyndte at komme i 1959.

### Moderne historie
I 1966 begyndte byggeriet af en ny international terminal. En stor del af terminalen var tegnet af det australske firma Paynter Dixon Industries med Costain som hovedentrepenør.
3. maj 1970 blev den nye terminal officielt åbnet af Dronning Elizabeth 2. Den første Boeing 747 "Jumbo Jet", Pan Am's Clipper Flying Cloud (N734PA), landede i lufthavnen 4. oktober 1970. Den øst-vest-gående startbane (07/25) var dengang 2.500 meter lang. I 1970'erne blev den nord-syd-gående startbane (26/34) udvidet til at blive en af de længste startbaner på den sydlige halvkugle. Den internationale terminal blev udvidet i 1992 og er blevet renoveret flere gange siden, inklusiv en større renovation i starten af 2000 før Sydney var vært for Sommer-OL 2000.
Kun to startbaner, som krydsede hinanden, var en alvorlig begrænsning af lufthavnens kapacitet, og længe blev forskellige løsninger diskuteret. I 1989 besluttede regeringen endeligt at bygge en ny startbane parallelt med 16/34 og udelukkende på land genvundet fra Botany Bay. Beslutningen var kontroversiel fordi den betød flere fly indover Sydneys indre forstæder. Startbanen var færdig i 1994.
I 1995 stillede partiet No Aircraft Noise (Ingen Flystøj) op til valget i New South Wales. Partiet fik ingen pladser i parlamentet, men var tæt på i valgkredsen Marrickville. Det stillede også op til det føderale valg i 1995.
I 1995 vedtog det australske parlament en lov, som lagde en række begrænsninger på brugen af lufthavnen. Kun få flyvninger om natten mellem 23 og 5 blev tilladt. I uvejr kunne fly derfor ofte blive forsinket til næste dag. Der blev også indført en begrænsning på 80 starter og landinger i timen.
I 1998 udskilte John Howards liberal-nationale regering Sydney Airport i et separat selskab med henblik på et senere frasalg. Det nye selskab skulle udvikle lufthavnen frem mod OL i Sydney og støtte væksten for nye flyselskaber som Virgin og Emirates. I 2001 blev Sydney Airport kåret til verdens bedste lufthavn. Som forberedelse på privatiseringen fik lufthavnen lettet reguleringen af flytrafikken.
I 2002 blev lufthavnen solgt til Southern Cross Airports Corporation Holdings (SAC) for 5,4 milliarder AUD. 83 % af SAC ejes gennem et datterselskab af Macquarie Group, 12 % af Sydney Airport Intervest GmbH og 5% af Ontario Teachers' Pension Plan. Macquarie Group var medejer af Københavns Lufthavne 2005 - 2017 og sidstnævnte er nuværende medejere af Københavns Lufthavne. SAC har lejet jorden lufthavnen ligger på for 99 år, som derfor stadig formelt tilhører den australske stat.

## Startbaner
Sydney Airport har 3 startbaner. Startbane 07/25 er 2.530 meter lang og øst-vest-gående. Den krydser 16R/34L og bruges fortrinsvis af mindre fly, men kan bruges af alle fly, inklusiv Airbus A380, om nødvendigt.
De to andre startbaner er nord-syd-gående og ligger helt eller delvist på land indvundet fra Botany Bay. 16R/34L er den længste operationelle startbane i Australien med en asfalteret længde på 4.400 m
Startbane 16L/34R 2.438 meter bruges primært til indenrigsfly og fly op til størrelsen A330/B787/B772/A359, men bruges også af store fly som B77W/A35K/B747/A380, når der ikke er andre ledige startbaner.

## Terminaler
Sydney Airport har tre passagerterminaler. Den internationale terminal er adskilt fra de to andre af en startbane. Derfor er der lang transfertid til de andre terminaler.
Terminal 1 blev åbnet 3. maj 1970 og erstattede den gamle Overseas Passenger Terminal (som lå, hvor Terminal 3 nu ligger). Den er blevet kraftigt udvidet siden 1970. I dag er den kendt som International Terminal og ligger i lufthavnens nordvestlige del.
Terminal 2 ligger i lufthavnens nordøstlige del. Det er en indenrigsterminal, som tidligere var terminal for Ansett Australias indenrigsflyvninger.
Terminal 3 er også en indenrigsterminal. Den ligger ved siden af terminal 2 og benyttes af QantasLink, som er en del af Qantas.
Lufthavnen havde tidligere en fjerde passagerterminal øst for Terminal 2. Den var tidligere kendt som Domestic Express. Den bruges i dag som kontorbygning.
Sydney Airport er et vigtigt center for fragttransport til og fra Australien og håndterer omkring 45 % af fragten i Australien. Der er syv fragtterminaler.

## Ny lufthavn i Sydney
Siden 1940'erne har man undersøgt mulighederne for at bygge en ny stor lufthavn i Sydney. En kraftig vækst i antallet af passagerer har været hovedargumentet. Det totale passagererantal steg fra under 10 millioner i 1985–86 til over 25 millioner i 2000–01 og over 40 millioner i 2015–16. Væksten forventes at fortsætte og antallet af passagerer i Sydney-regionen forudsiges at blive 87 millioner i 2035.
15. april 2014 annoncerede den australske regering, at Sydneys anden internationale lufthavn skulle bygges i Badgerys Creek og have navnet Western Sydney Airport. Pressemeddelelser antydede at lufthavnen ikke skulle have nogen begrænsninger på flyvninger, at den skulle åbnes i faser og til at begynde med skulle have én terminal og én startbane. Den nye lufthavn skulle forbindes med Sydney Airport med lokale veje og motorveje og med en udvidelse af det lokale jernbanenet. I maj 2017 meddelte regeringen, at lufthavnen skulle finansieres af staten, efter at Sydney Airport Group havde afvist regeringens tilbud om at bygge den nye lufthavn.
Den nye lufthavn skal være færdig i 2026.